# Célestin Marcel Hérouart
Pour les articles homonymes, voir Hérouard.
Célestin Marcel Hérouart, né le 1er avril 1833 à Montataire et mort le 7 avril 1888 dans le 15e arrondissement de Paris, est un homme politique français radical, maire de Montataire de 1876 à 1886. Président de la ligue de l'enseignement, il contribua à fonder les comités dans l'Oise.

## Sources
- Montataire : Debout depuis les Jacques / Raymond Lavigne, Paris, Messidor, 1990.
- Site internet  : Bienvenue dans l'Oise - Montataire (consulté le 5 janvier 2020).